# Marcello Lo Giudice
Marcello Lo Giudice (Taormina, 1955) è un pittore italiano, tra più autorevoli del neoinformale a livello internazionale.

## Biografia
Marcello Lo Giudice dopo aver conseguito la laurea in Geologia presso l’Università di Bologna, si trasferisce a Parigi, dove frequenta l’École des Beaux-Arts e approfondisce i suoi studi artistici. La formazione scientifica influenzerà in modo significativo il suo approccio all’arte, sviluppando una sensibilità particolare verso i fenomeni naturali e l’energia della terra.
Negli anni ’80 e ’90 Lo Giudice inizia a farsi conoscere sulla scena internazionale per le sue opere stratificate e materiche, realizzate con pigmenti naturali, sabbie, pietre e altri materiali organici. La sua produzione si inserisce nel solco dell’informale e dell’arte ambientale, ma con un linguaggio personale e riconoscibile. Nel corso della sua carriera ha ricevuto riconoscimenti per il suo impegno artistico e ambientale, tra cui premi da istituzioni culturali italiane e internazionali.

### Stile e tematiche
Il lavoro di Lo Giudice è fortemente influenzato dalla geologia, dal paesaggio mediterraneo e dall’interesse per l’ambiente. Le sue tele sono spesso costruite come superfici tridimensionali, evocative di paesaggi astratti, colline, vulcani, oceani e frammenti di natura. Le opere non sono solo visive, ma anche tattili, e invitano a una contemplazione sensoriale. Alcune sue opere fanno parte di collezioni pubbliche e private, come quelle della Fondazione Boghossian e del Museo Pushkin di Mosca.

## Opere
- Eden Universe (serie)
- Telluric Landscapes
- Blu Eden
- La Luce della Terra

## Esposizioni
Lo Giudice ha esposto in numerosi musei e gallerie internazionali, tra cui:
- Biennale di Venezia 2011 e 2022[4]
- Museo Maxxi 2017 (Roma)
- Museo Oceanografico (Principato di  Monaco)
- Castello di Miramare  (Trieste)
- Ludwig Museum  (San Pietroburgo)
- Palazzo Reale (Milano)
- Kunstmuseum  (Basilea)
- Museum of Contemporary Art (Shanghai)
- Palazzo Vecchio (Firenze)